# Mariä Geburt (Hohenroth)

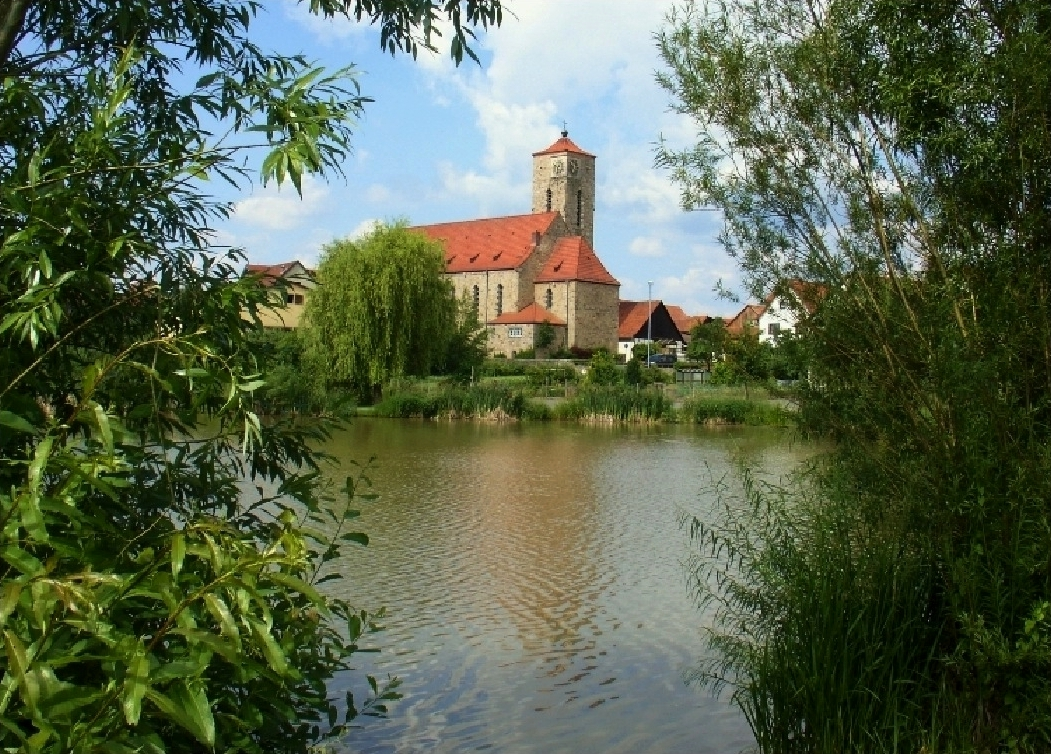
Die Kirche in Hohenroth

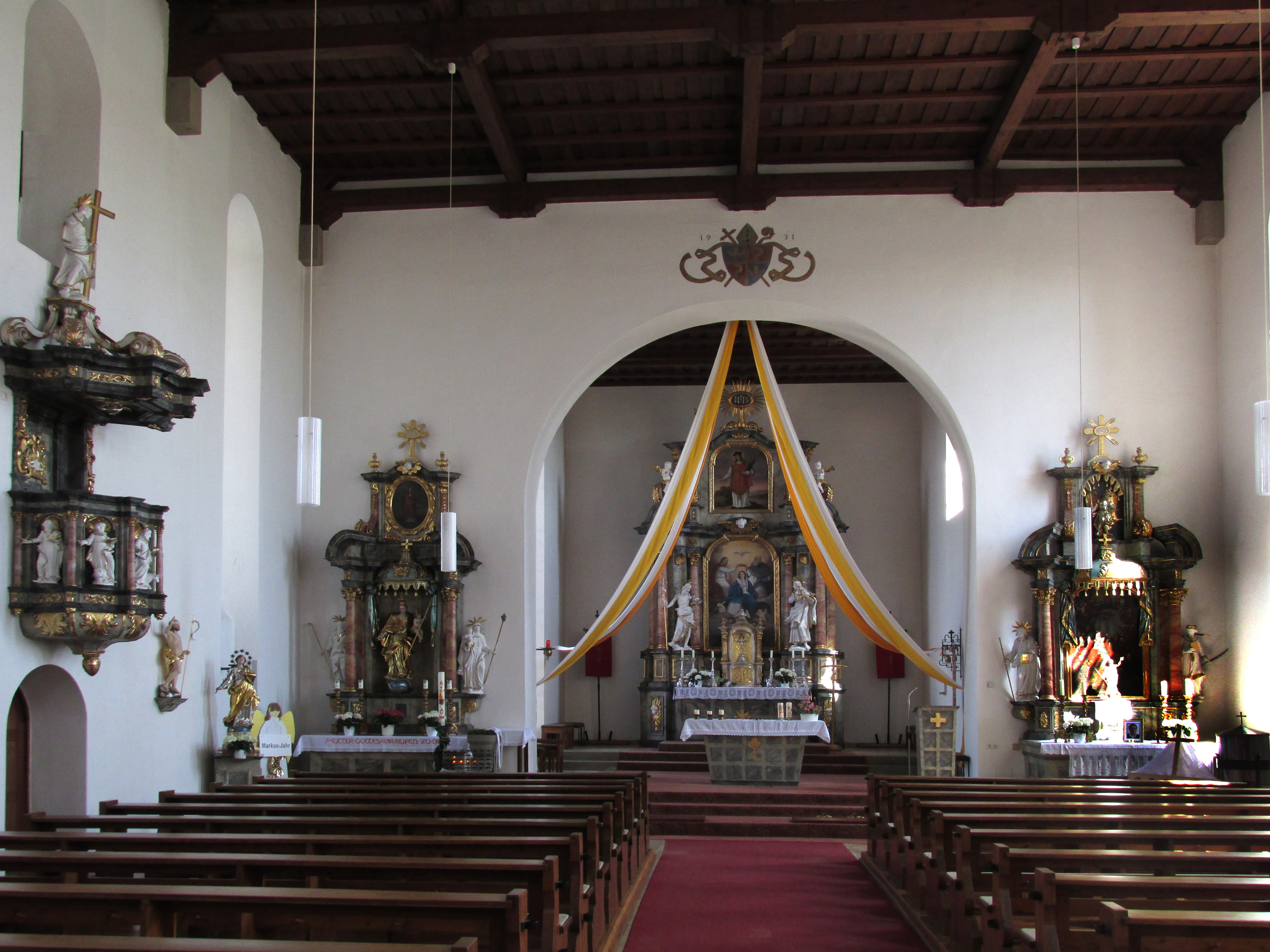
Innenaufnahme der Kirche

Die römisch-katholische Kuratiekirche Mariä Geburt ist die Dorfkirche von Hohenroth, einer Gemeinde im unterfränkischen Landkreis Rhön-Grabfeld. Hohenroth ist ein Teil der Pfarreiengemeinschaft „Don Bosco Am Salzforst“. Die Kirche gehört zu den Baudenkmälern von Hohenroth und ist unter der Nummer D-6-73-135-6 in der Bayerischen Denkmalliste registriert.

## Geschichte
Die Kuratie Hohenroth gehörte zur Pfarrei Bad Neustadt an der Saale. Bereits im Mittelalter hatte der Ort eine Kirche. Die heutige Kirche wurde im Jahr 1931 erbaut.

## Beschreibung
Die Kirche ist in Gebäude von beachtlicher Länge und Höhe. Sie ist nach Süden ausgerichtet. Der Chor ist deutlich niedriger als das Langhaus und gerade geschlossen. Der Kirchturm steht an der Ostseite des Langhauses und überragt es deutlich.

## Ausstattung
Die Ausstattung ist barock und wurde im Jahr 1721 geschaffen. Am Hochaltar befindet sich ein Gemälde der Krönung Mariens im Himmel. Die Seitenaltäre und die Kanzel sind mit Figuren ausgestattet. Über dem Chorbogen ist das Wappen des Würzburger Bischofs Matthias Ehrenfried mit der Jahreszahl 1931 angebracht.